# Sheerness
Sheerness – miasto portowe w Anglii, w hrabstwie Kent, w dystrykcie Swale, na wyspie Sheppey. W 2001 r. miasto to zamieszkiwało 11 654 osób.